# بهم‌تابیدن وسترن یونیون
همچنین به آن به‌هم‌تابیدن سیم‌بان و گره سیم‌بان نیز گفته می‌شود ، اما نباید با حلقه سیم‌بان نامرتبط (یا حلقه پروانه‌ای) اشتباه شود.

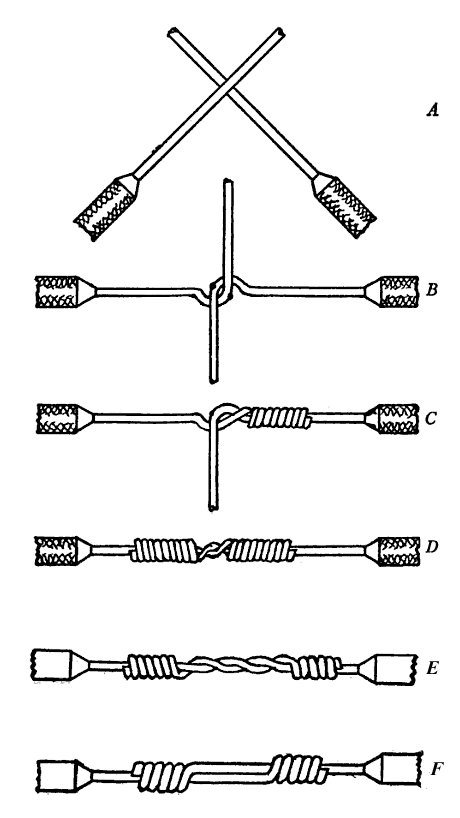
قطعات شکل AD مراحل تشکیل یک گره کوتاه وسترن یونیون را نشان می‌دهد. بخش‌های شکل E و F دو تغییر احتمالی «گره بلند» را نشان می‌دهد. این شکل، شکل‌های ۱ و ۲ سیم‌کشی برقی عملی جی‌ام شارپ را با بازبرچسب‌گذاری بازتولید می‌کند.

به‌هم‌تابیدن وسترن یونیون یا ب‌هم‌تابیدن سیم‌بان روشی برای اتصال کابل برق است که در قرن نوزدهم در زمان معرفی تلگراف توسعه یافت و به نام شرکت تلگراف وسترن یونیون نامگذاری شد. این روش را می‌توان در مواردی استفاده کرد که کابل ممکن است تحت فشار بارگذاری قرار گیرد. طراحی الگوی گِردپیچی باعث می‌شود که اتصال به هنگام کشیدن رساناها به یکدیگر سفت شود.

## پیشینه
در سال ۱۹۱۵، سیم‌کشی برقی عملی آن را به عنوان «بسیار پرکاربردترین اتصال» در کار سیم‌کشی برق عملی توصیف کرد. ناسا این اتصال را در استاندارد فنی خود گنجانده است.